# Abraham Despot Zenowicz
Abraham Despot Zenowicz herbu Deszpot – podstoli połocki w latach 1634–1638.
Poseł na sejm zwyczajny 1637 roku.